# Samosa

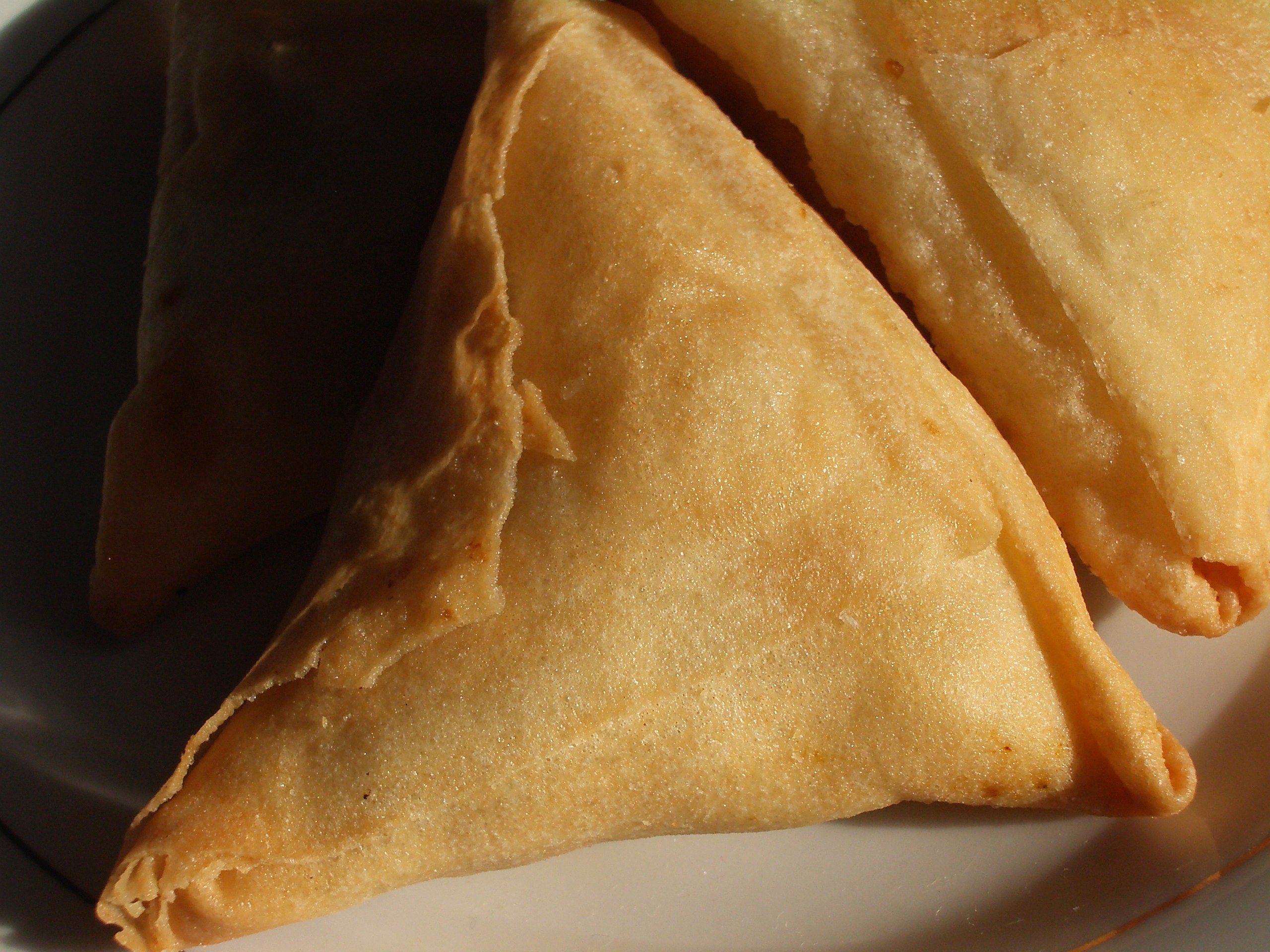
Samosa.

En samosa (saknar etablerad pluralform i svenskan) är ett friterat degknyte med en fyllning som vanligtvis består av en kryddad blandning av köttfärs och/eller grönsaker, ofta potatis, linser, lök och ärtor.  Den förekommer i flera länder men har sitt ursprung i Indien. Det är även en populär rätt i sydvästra och centrala Asien samt i Afrika.  
Den vegetariska samosan är vanligare i norra Asien, medan den köttfyllda samosan är vanligare i västra Asien. 
Rätten äts både som snacks och som en måltid och serveras ofta som förrätt med chutney.